# Carlos Fortes
Carlos Manuel dos Santos Fortes oder kurz Carlos Fortes (* 9. November 1994 in Charneca) ist ein portugiesischer Fußballspieler.

## Karriere

### Verein
Carlos Fortes begann mit dem Vereinsfußball 2005 in der Nachwuchsabteilung des SC Sacavenense und spielte nachfolgend noch für die Nachwuchsabteilungen der Vereine Alta de Lisboa, CAC Pontinha und Nacional Funchal. 2013 wechselte er zur zweiten Mannschaft des spanischen Racing Santander und blieb hier eine Saison lang. 2014 kehrte er nach Portugal zurück und heuerte bei Sporting Braga an. Hier spielte er überwiegend für die Reservemannschaft und gehörte ab 2016 auch der Profimannschaft an.
Zur Saison 2016/17 wechselte er als Leihgabe zuerst in die türkische TFF 1. Lig zu Şanlıurfaspor und in der Winterpause weiter zum FC Vizela. Letztgenannter Verein verpflichtete ihn dann auch für die Spielzeit 2017/18.
Im Sommer 2018 unterschrieb er einen Vertrag bei Gaz Metan Mediaș in Rumänien. Doch erneut folgte ein weiterer Wechsel in der Winterpause, dieses Mal zu Ligakonkurrent CS Universitatea Craiova. Von dem Verein aus Craiova wurde er von Januar 2020 bis Januar 2020 an den marokkanischen Verein IR Tanger ausgeliehen. Mit dem Verein aus Tanger spielte er siebenmal in der ersten Liga.
Nach Vertragsende in Craiova wechselte er nach Portugal zum Zweitligisten UD Vilafranquense. Für den Verein aus Vila Franca de Xira stand er 25-mal in der zweiten Liga auf dem Spielfeld.
Im Juli 2021 zog es ihn nach Asien und er unterschrieb in Indonesien einen Vertrag beim Erstligisten Arema Malang. Nach dem Saisonende und 20 Toren in 31 Spielen wechselte Fortes dann weiter zum Ligarivalen PSIS Semarang. Er spielte zwei Saisons dort, bevor er weiter in die Emirate und dann nach China zog.

### Nationalmannschaft
Carlos Fortes spielte 2014 dreimal für die Portugiesische U20-Nationalmannschaft.